# Iglesia Presbiteriana de Corea (TongHap)
La Iglesia Presbiteriana de Corea (TongHap) - en Coreano 대한예수교장로회(통합) - es una denominación protestante reformada fundada en Corea del Sur. A partir de 2020, es la denominación protestante más grande del país por número de miembros.

## Historia
El presbiterianismo llegó a Corea en el siglo XIX. El primer ministro presbiteriano coreano fue Suh Sang-ryun, quien fundó una iglesia en la provincia de Hwanghae en 1884.
Unos años más tarde, varios misioneros presbiterianos extranjeros llegaron a la península, incluyendo a Horace Allen, Horace G. Underwood y Henry Davies.
Para 1937, las iglesias presbiterianas se habían independizado en gran medida del apoyo financiero de las iglesias en los Estados Unidos de América.
Las iglesias presbiterianas sufrieron gran persecución en el país en el período de la Segunda Guerra Mundial y la ocupación japonesa de Corea. En 1947 la denominación se organizó como la "Iglesia reformada en Corea".
En la década, la iglesia recibió atención por cuestiones teológicas y ecuménicas que dieron como resultado la formación de varias denominaciones presbiterianas. Actualmente hay alrededor de 100 denominaciones presbiterianas en el país. El segundo grupo presbiteriano más grande del país es actualmente la Iglesia Presbiteriana de Corea (TongHap).

## Doctrina
La denominación se suscribe al Credo de los Apóstoles y la Confesión de fe de Westminster. Tiene una visión ecuménica y más liberal que la mayoría de las denominaciones presbiterianas del país, de modo que soporta ordenación de mujeres.

## Datos demográficos
TongHap ha mostrado un crecimiento constante en el número de iglesias. El número de miembros creció constantemente entre 2004 y 2010, cuando comenzó a disminuir. Aun así, la denominación acumuló un crecimiento del 12,02 % en la membresía entre 2004 y 2015. Entre 2015 y 2018, la iglesia enfrentó una disminución adicional de aproximadamente el 9 % de su membresía.

## Relaciones Intereclesiales
La iglesia es parte del Consejo Mundial de Iglesias, de Comunión Mundial de Iglesias Reformadas,  Asia Christian Conferencia, el Consejo Mundial de Misiones y el Consejo Nacional de Iglesias en Corea.